# توله‌سگ‌آرواره
توله‌سگ‌آرواره (نام علمی: Scylacognathus) نام یک سرده از زیرراسته زشت‌سیمایان است.